# Semaoun (Chemini)
 (décembre 2012).
Si vous disposez d'ouvrages ou d'articles de référence ou si vous connaissez des sites web de qualité traitant du thème abordé ici, merci de compléter l'article en donnant les références utiles à sa vérifiabilité et en les liant à la section « Notes et références ».
Semaoune (en kabyle : Semɛun Ath Weɣlis), est un village de la commune de Chemini, dans la wilaya de Béjaïa et la région de Kabylie, en Algérie.

## Géographie

### Localisation
Semaoune est un village de la commune et daïra de Chemini de la wilaya de Béjaïa Algérie ; de la région de Kabylie, il se situe sur la rive gauche de la vallée de la Soummam, limité au nord par le village Mahagga de Idjer (At Yeǧǧer en kabyle), Wilaya de Tizi-Ouzou, et le mont Akfadou, à l’est par les villages de Chemini, à savoir Djenane Imaliwen, à l’ouest par Ait-Soula Sidi Yahya, et au sud par, Takhlijt, Sidi Hadj Hassaine et Ilmaten,.

### Situation géographique
Semaoune est situé par 36°600 de latitude Nord et 4°5833 longitude ouest, à une altitude de 1 131 m.

## Population et histoire du village
Ce village compte environ 769 habitants et qui d'origine sont des Ath Kaci de Tamda (Leblaḍ) de Ouaguenoun.
Ce lieu est plus qu’un village car il porte l’histoire des At Waghlis et aussi l’histoire de la région de la Soummam durant la colonisation française.
Ce nom est attribué et déclaré administrativement durant la période du Cheikh Mohamed Ben Kaci dit Adjaoud El Ouaghlissi, demeurant au village de Semaoune, cité en 1868 dans le document officiel.

## Semaoune et l’histoire de l’Algérie
(juin 2015).
Durant la guerre d'Algérie, la première manifestation importante de l’activité des moudjahidines fut coordonnée avec la population des Ath Ouaghlis pour l’égorgement de l’agha Moaci du douar Ikedjane.
Début février, a Ikhlidjene, au cours d’une opération héliportée de ratissage menée par des légionnaires parachutistes, 22 civils ont été tués. Dans la presse locale du lendemain, 22 fellaghas étaient abattus.
Le 27 mars une opération héliportée a lieu à Semaoun par l’infanterie coloniale. IL n'y a pas d’accrochage avec le maquis mais 6 civils sont tués, parmi eux Hadj Aballache, un notable de 70 ans. En mai, les hommes qui sont parents de Sahli - délégué administratif à l’assemblée Algérienne - sont fusillés et le pâté de maisons est canonné.
Le 23 mai un accrochage a lieu près de Djenane, les moudjahidines qui pour la plupart natifs des Ath Ouaghlis se replient sans pertes apparentes grâce à la contribution des paysans. En représailles, l’armée française ratisse les villages voisins notamment Ait –Soula, Sidi yahia et Tazrout qu'elle a totalement incendié. 65 paysans (dont une femme) sont alignés au bord de la route, entre Djenane et Semaoun et sont abattus à la mitraillette; près de 200 suspects sont arrêtés.